# Ernst Gottlieb von Steudel
Ernst Gottlieb von Steudel (30. května 1783, Esslingen am Neckar, Bádensko-Württembersko, Německo – 12. května 1856 tamtéž) byl německý lékař a botanik a uznávaná autorita v oblasti lipnicovitých trav.
V letech 1801–1805 vystudoval lékařství a přírodní vědy na Univerzitě v Tübingenu, kde v roce 1805 získal akademický titul doktor medicíny. Krátce nato si v rodném městě otevřel lékařskou praxi. Společně s pastorem Christianem Ferdinandem Hochstetterem (1787–1860) zde organizoval učenou společnost nazvanou Unio Itineraria. Roku 1826 se stal vrchním lékařským radou Württemberského království.
Rody Steudelago (Kuntze, 1891), dnes dlouhokvětka (Exostema Pers.) ex Humb. & Bonpl.), a Steudelella (Honda, 1930), dnes Sphaerocaryum (Nees ex Hook.f.) obdržely svoje původní latinské názvy právě na jeho počest.
Standardní botanická zkratka Ernsta Gottlieba von Steudela v autoritních údajích u vědeckých jmen botanických taxonů je Steud.

## Dílo
- Nomenclator botanicus, 2 volumes (1821-1824) – abecední seznam více než 3300 rodů a přibližně 40 000 druhů
- Enumeratio plantarum Germaniae, 1826 (s Christianem Ferdinandem Hochstetterem)
- Synopsis planterum glumacearum – 2 díly (1853–1855), 1. díl je věnován čeledi lipnicovitých, 2. díl pojednává o šáchorovitých a přičleněných čeledích.[2]